# Fairgrove (Míchigan)
Fairgrove es una villa ubicada en el condado de Tuscola en el estado estadounidense de Míchigan. En el Censo de 2010 tenía una población de 563 habitantes y una densidad poblacional de 193,91 personas por km².

## Geografía
Fairgrove se encuentra ubicada en las coordenadas 43°31′28″N 83°32′36″O / 43.52444, -83.54333. Según la Oficina del Censo de los Estados Unidos, Fairgrove tiene una superficie total de 2.9 km², de la cual 2.9 km² corresponden a tierra firme y (0%) 0 km² es agua.

## Demografía
Según el censo de 2010, había 563 personas residiendo en Fairgrove. La densidad de población era de 193,91 hab./km². De los 563 habitantes, Fairgrove estaba compuesto por el 96.45% blancos, el 0.36% eran afroamericanos, el 1.07% eran amerindios, el 0% eran asiáticos, el 0% eran isleños del Pacífico, el 1.24% eran de otras razas y el 0.89% pertenecían a dos o más razas. Del total de la población el 3.91% eran hispanos o latinos de cualquier raza.